# GAF Nomad
Die GAF N-22B Nomad ist eine von der australischen Government Aircraft Factories hergestellte, zweimotorige Maschine als Schulterdecker und flog erstmals am 23. Juli 1971. Die Nomad wird von zwei Turboproptriebwerken angetrieben und hat keine Druckkabine.

## Geschichte
Ursprünglich war die GAF N-22B Nomad für die australische Armee als kleiner Unterstützungstransporter entworfen worden, wurde dann aber auch für den zivilen Markt genutzt. Sie hat STOL-Eigenschaften für kurze Lande-/Startbahnen. Vollbeladen benötigt sie für Starts 515 Meter, für Landungen rund 430 Meter. Ein großes, doppelflügeliges Frachttor links dient der Be- und Entladung oder dem Ein- bzw. Ausstieg von Passagieren.
Mit der N-24 wurde eine um 1,14 m verlängerte Version geschaffen, die 17 Passagieren Platz bietet. Hiervon wurden 57 Exemplare gebaut.
Die Produktion wurde 1988 nach insgesamt 172 Exemplaren mit unterschiedlichen Ausstattungen eingestellt.
Der australische Flugzeugbauer GippsAero, ein Tochterunternehmen der Mahindra Aerospace aus Indien, plant die Wiederaufnahme der Produktion unter dem Kürzel GA18. GippsAero erwarb die Rechte an der Nomad im Jahre 2008 von Boeing Australia. Bei der GA18 handelt es sich um ein in vielen Details verbessertes Flugzeug. Das Hauptaugenmerk lag auf einer höheren Effizienz und Sicherheit sowie einer modernen Avionik. Die erste Maschine soll nach Angaben des Herstellers im Jahr 2015 vom Kunden übernommen werden.

## Konstruktion
Der Rumpf ist in Ganzmetallbauweise ausgeführt und hat einen rechteckigen Querschnitt. Der hintere Teil des Rumpfes kann zur Erleichterung des Ladevorgangs nach der Seite klappbar ausgeführt werden, auf der linken Seite befindet sich eine große Tür.
Das Flugzeug ist ein abgestrebter Schulterdecker. Die Tragflächen sind in Ganzmetallbauweise ausgeführt. An der Rumpfunterkante befinden sich Flügelstummel zur Aufnahme des Hauptfahrwerks. Die Flügelstummel sind mit den Tragflächen verstrebt. Die Tragflächen haben elektrisch betriebene Doppelspaltklappen und eine pneumatische Enteisung.
Das Leitwerk ist in Normalbauweise ausgeführt. Das ungedämpfte Höhenleitwerk ist etwas nach oben versetzt. Alle Ruder haben Trimmklappen. Die Enteisung erfolgt pneumatisch. Die Bedienung der Ruder erfolgt über eine Doppelsteuerung.
Das Flugzeug hat ein einziehbares Bugradfahrwerk. Das Bugrad fährt nach vorn ein. Die doppelt bereiften Haupträder befinden sich in Fahrwerksgondeln an Flügelstummeln.

## Militärische Nutzer
Australien
- Royal Australian Army
- Royal Australian Air Force: 4

 Indonesien
- Marine: 42 Nomad N22/N24[1]

 Papua-Neuguinea
 Philippinen
- Luftwaffe: 20
- Marine: 15

 Thailand
- Luftwaffe (N.22B)
- Marine (N.24A)

## Technische Daten
| Kenngröße             | Daten (N22B)                                                |
| --------------------- | ----------------------------------------------------------- |
| Besatzung             | 2                                                           |
| Passagiere            | 13                                                          |
| Länge                 | 12,56 m                                                     |
| Spannweite            | 16,52 m                                                     |
| Höhe                  | 5,52 m                                                      |
| Flügelfläche          | 31,3 m²                                                     |
| Flügelstreckung       | 8,7                                                         |
| Leermasse             | 2.150 kg                                                    |
| max. Startmasse       | 3.855 kg                                                    |
| Reisegeschwindigkeit  | 266 km/h auf 3.450 Meter                                    |
| Höchstgeschwindigkeit | 341 km/h auf Meereshöhe                                     |
| Dienstgipfelhöhe      | 8.310 m                                                     |
| Reichweite            | 1.665 km (mit Reserven für 45 Minuten)                      |
| Triebwerke            | zwei Propellerturbinen Allison 250-B17; je 298 kW (400 WSP) |